# Edmundo Ponziano Valenzuela Mellid
Edmundo Ponziano Valenzuela Mellid, S.D.B. (Villarrica, 19 de novembro de 1944) é um prelado da Igreja Católica paraguaio, arcebispo emérito de Assunção.

## Biografia
Fez seus votos solenes na Congregação Salesiana em 29 de janeiro de 1968 e foi ordenado padre em 3 de abril de 1971, pelo cardeal Antonio Samorè.
É licenciado em teologia pela Pontifícia Universidade Salesiana de Roma. Foi missionário em Angola (1991-2006).
Nomeado vigário apostólico do Chaco Paraguaio pelo Papa Bento XVI em 13 de fevereiro de 2006, foi consagrado como bispo-titular de Uzali em 22 de abril seguinte, por Eustaquio Pastor Cuquejo Verga, C.SS.R., arcebispo de Assunção, coadjuvado por Zacarías Ortiz Rolón, S.D.B., bispo de Concepción, e por Agustín Roberto Radrizzani, S.D.B., bispo de Lomas de Zamora.
Foi promovido pelo Papa Bento XVI a arcebispo coadjutor de Assunção em 11 de agosto de 2011, sucedendo como arcebispo metropolitano em 6 de novembro de 2014. Recebeu o pálio das mãos do Papa Francisco em 29 de junho de 2015, na Basílica de São Pedro, no Vaticano.
Foi presidente da Conferência Episcopal Paraguaia pelo período entre 2015 e 2018.
Em 17 de fevereiro de 2022, teve sua renúncia à Sé de Assunção aceita pelo Papa Francisco, sendo sucedido pelo bispo de Villarrica del Espíritu Santo, Adalberto Martínez Flores.